# 武蔵坊弁慶 (テレビドラマ)
『武蔵坊弁慶』（むさしぼうべんけい）は、NHK総合テレビの「新大型時代劇」枠で1986年4月9日から12月3日まで放映された連続テレビドラマの第3作。主演は中村吉右衛門。原作は富田常雄の『武蔵坊弁慶』。全32話。

## 概要
『宮本武蔵』『真田太平記』に引き続き放送された「新大型時代劇」。当時は「大河ドラマ」の枠で近代を舞台とした「近代大河3部作」の現代劇が放送されていたため、この「新大型時代劇」が現在の「大河ドラマ」の位置づけに近かった。前2作とは異なり、翌1987年1月から「大河ドラマ」が『独眼竜政宗』で時代劇路線に戻ることが決定したため、約9か月間の放送で終了した（村田雄浩や石田太郎らは引き続き『独眼竜政宗』にも出演した）。
武蔵坊弁慶が、10代後半に比叡山を追放されて書写山円教寺に入るところから、衣川で生涯を閉じるところまでを描いている。後に『鬼平犯科帳』が当たり役となる中村吉右衛門にとって、長期連続テレビドラマへの主演は本作が初めてであり、『勧進帳』や『義経千本桜』などでの武蔵坊弁慶役を十八番とする吉右衛門の起用は話題となった。吉右衛門は歌舞伎で『勧進帳』や『舟弁慶』などを長年にわたって演じており、本作でも腰越状の拝読シーンや、安宅の関での勧進帳朗読は、歌舞伎役者ならではの迫力を見せている。
第3話の五条大橋での義経と弁慶の決闘シーンの撮影中、川野太郎を吊っていたワイヤーが切れる事故が発生し、川野は撮影所の床に叩きつけられ足に重傷を負った。このため、傷が癒えるまでの間は立ち姿での撮影ができなくなり、川野の登場場面は上半身のみとなった。立ち姿は代役が演じたために、背中を向けた場面やロング撮影に限られている。

## 出演

### 弁慶と義経主従
- 武蔵坊弁慶：中村吉右衛門

主人公。堂々たる体躯で剛力無双の荒法師。熊野の生まれで、幼名は「鬼若（おにわか）」。元々は比叡山の僧兵だったが粗暴な振る舞いが多いとして追放され、播磨の書写山へ移るがその書写山でも騒動を起こしてしまう。
豪放磊落で強きをくじき弱きを助ける気性の持ち主。荒法師らしく飲酒や肉食、戦闘や女性との恋愛にもためらいはないが、一方で仏法の学識は豊かで議論上手であり、知謀にも長けている。
義経の天性の将才とまっすぐな気性にほれ込み、家人となる。以後一貫して義経の筆頭家人として付き従い、合戦においては薙刀を縦横無尽に振って勇猛に戦い、また合戦以外では不器用な義経を補佐する参謀的役割を果たす。妻の玉虫、娘の小玉虫を愛するよき家庭人としての一面も描かれた。
義経と頼朝の決裂に反対し一時義経の元を去るが、義経の危機を知るや直ちに駆けつけ再び筆頭家人として彼を支え、奥州に逃れて藤原秀衡の庇護を受ける決断をし、苦難の末に実現させる。
自分たちに同情的だった藤原忠衡が兄の泰衡に殺されたと知り、平泉を出てさらに北へ向かおうとするも泰衡の兵の襲撃に遭い、奮戦の末に壮絶な「立ち往生」を遂げる。
- 牛若丸→遮那王→源義経：岩倉悠宇→川野太郎

源氏の御曹司、頼朝の異母弟、弁慶らの主君。通称は「九郎判官（くろうほうがん）」、弁慶たちからは「御曹司（おんぞうし）」と呼ばれる。幼くして生母常盤と別れ鞍馬寺に預けられ稚児となるが、平家打倒を誓い武芸の鍛錬に励んでいた。京の五条大橋にて弁慶と戦うが俊敏な動きで弁慶を翻弄、その才能に感じ入った弁慶を家人とする。平家からその存在を警戒され狙われるようになったので、吉次の勧めに従い奥州の藤原秀衡を頼る。その途中で自ら元服して「源九郎義経（みなもとのくろうよしつね）」と名乗る。
兄・頼朝の挙兵に馳せ参じ、平家討伐に活躍する。武将としては天才的な才能の持ち主だが、それ以外ではむしろ不器用で、特に処世術に拙い。しかし、その気性を弁慶ら家人たちから敬愛されている。
頼朝に疎んじられ、かつ行家の策略に乗せられて頼朝との対決の道を選択してしまう。
- 常陸坊海尊：岩下浩

義経の家人。弁慶の古くからの友人。三井寺の学僧に身をやつしているが実は源義朝の元家臣で、義経を幼少期から見守り続けた傅役的存在。
義経を擁立して源氏再興を目論み弁慶を義経に仕えるように誘う。学者肌の人物で、平和な世が来たら仏道の勉強に思い切り打ち込みたいと考えている。また、主君義経の伝記『義経記』を書いていた。衣川において泰衡の兵の襲撃に遭って重傷を負い、未完の『義経記』を弁慶に託して亡くなる。
- 伊勢三郎：ジョニー大倉

義経の家人。元は馬泥棒。勇猛果敢で言動は粗野だが、根は気のいい男。義経の馬を盗もうとして弁慶に取り押さえられるが命を助けられ、そのまま義経に仕えることになる。その前歴ゆえに夜目が利き、また馬の気持ちを読む術に長けている。
若の前を密かに慕い、鎌倉方に捕えられた彼女を無理に救出しようとして弁慶の京都潜伏策を台無しにしてしまい、結果的に奥州行きを目指すきっかけとなる。若の前への秘めた想いはその後も持ち続けた。
馬泥棒の境遇から新たに生きる道を与えてくれた義経と弁慶に感謝している。衣川において後藤新兵衛と一騎打ちにおよびあと一歩まで迫るが力尽きる。
- 佐藤継信：真夏竜吾（現・真夏竜）

義経の家人。元は藤原秀衡の家人で、忠信の兄。秀衡の命で義経の家人となる。三郎とは喧嘩友達のような間柄である。屋島の合戦で戦死する。
- 佐藤忠信：中村浩太郎（現・中村扇雀）

義経の家人。元は藤原秀衡の家人で、継信の弟。通称は「四郎兵衛尉（しろうひょうえのじょう）」。秀衡の命で義経の家人となる。義経の家人の中では弁慶以外で唯一の妻子持ちである。吉野山において義経らと別れ、義経一行を逃がすため自ら囮を買って出て壮烈な最期を遂げる。弁慶はその最期を見届けて彼の墓を建て、奥州で帰りを待っていた妻子に報告した。
- 片岡経春：村田雄浩

義経の家人で為春の兄。常陸国の豪族の元家臣。浜育ちで船の操縦に長ける。澄と結婚する。衣川において澄と運命を共にする。
- 片岡為春：布施博

義経の家人で経春の弟。常陸国の豪族の元家臣。兄と同様船の操縦に長ける。澄に思いを寄せていたが澄の心が兄経春にあると知って潔く諦める。衣川で戦死。
- 喜三太：中村吉三郎

義経の家人。元は藤原秀衡の家人で、秀衡の命で義経の家人となる。衣川で戦死。
- 鷲尾三郎：狭間鉄

義経の家人。元は播磨の猟師で、一の谷の戦いの際に義経主従の道案内をしたのが縁で義経に仕える。衣川において泰衡の兵の襲撃に遭って勇猛に戦うも深手を負い、玉虫と小玉虫に看取られて息を引き取る。伊勢三郎と区別するため主に「鷲尾（わしお）」と苗字で呼ばれる。
- 行方六郎：門田俊一

義経の家人。苗字は「なめかた」と訓み、普段も苗字で呼ばれる。亀井の戦死を見届け、義経に報告する。衣川で戦死。
- 亀井六郎：作田寿久

義経の家人。一の谷の戦いの頃から登場。頼朝の命を受けた新兵衛率いる鎌倉方の兵に討たれる。鷲尾六郎と区別するため主に「亀井（かめい）」と苗字で呼ばれる。

### 弁慶と義経の関係者
- 玉虫（弁慶の妻）：荻野目慶子

弁慶の恋人で、後に妻となる。本作のメインヒロイン。夫である弁慶のことを「我が君（わがきみ）」と呼ぶ。
幼いころから平家に侍女として仕えており、平家の姫に付いて熊野詣でに来た際に山賊に襲われるも弁慶に助けられ、それ以来彼のことを慕っている。後に右京大夫の侍女となる。平家に捕縛された弁慶の脱獄を手助けし、夫婦としての契りを結ぶ。弁慶の子を身籠り、弁慶の母・桃の前に預けられ熊野にて一子小玉虫を産む。弁慶を慕う一方で主人であった右京大夫のことも敬愛しており、右京大夫が体調を崩したと聞いて心配のあまり小玉虫を連れて熊野を離れて右京大夫の元に戻り、母娘共々侍女として仕える。
乱世に翻弄されてなかなか弁慶と一緒に暮らせずにいるが、決して諦めない気丈な性格。平泉に居る弁慶を追って静や小玉虫とともに北へ向かう。途中で力尽きた静の最期を看取り、さらに旅を続ける。
- 小玉虫（弁慶の娘）：戸恒恵理子→高橋かおり

弁慶・玉虫夫妻の一人娘。父親の弁慶からは目の中に入れても痛くないほどに溺愛されており、弁慶から自作の子守唄を歌って聞かせてもらったほどである。当初は弁慶に懐かなかったが、ならず者たちに誘拐されたのを救出されてからは返って厚く慕うようになった。弁慶のことは「とと様」と呼ぶ。
母とともに右京大夫に仕える。屋島の戦いにおいて平家の軍船に乗り込み扇の的を掲げる役目を自ら志願するが、それは源氏方にいる父に一目会いたいという健気な心根による行動であった。
- 桃の前（弁慶の母）：長岡輝子

熊野にて弁慶のことを見守りつつ一人で暮らしている。元はさる公卿の姫で、小柄だがたくましくおおらかで包容力豊かな老婦人。弁慶の妻となった玉虫を受け入れ我が子同様に慈しむ。弁慶にとっては頭が上がらない唯一の存在である。
熊野で寂しく弁慶を待ち続ける玉虫を見かね、右京大夫の元に戻るように促す。
- 静御前：麻生祐未

京の白拍子で義経の愛妾。義経の初恋の人であり最愛の女性。
常盤の再婚相手である一条長成邸を訪ねてきた遮那王（義経）と弁慶を歓待する宴の座興として吉次に連れてこられ舞を披露、その可憐な美貌と艶やかな舞い姿に遮那王が一目ぼれし、やがて相思相愛の仲となる。義経は自分の妻にするつもりでいたが、頼朝が若の前との政略結婚を進めていると知り、自ら義経の元を去る。京で白拍子に戻っていたが、占領軍の総大将として上洛してきた義経と再会し再び義経の愛妾となり、義経の子を身籠る。
義経と頼朝が対立するとともに逃亡するが捕えられて鎌倉に連行され、頼朝の御前で舞を舞わされる。政子の嘆願により一命を救われるが、その後生まれた義経の子は頼朝の「男なら殺せ」の命により引き離される。その男児は政子によって匿われるがそれを知らない静は悲しみに暮れる。その後解放され平泉に潜伏中の義経に会うために玉虫・小玉虫と共に旅に出るが、途中で力尽きて倒れ生涯を閉じる。
- 若の前（義経正室）：山咲千里

有力御家人比企氏の一族の娘で、当初は政略結婚であったが、義経の人柄に魅かれ運命を共にしようと決意するようになる。義経と頼朝が決裂すると鎌倉方の兵に捕えられるが、伊勢三郎らによって救出され徳・ほくろに匿われ、その後太平らの手引きで義経一行よりも先に平泉に到着する。おっとりとした物腰だが芯は強く、義経の役に立ちたいと手裏剣を習ったりする。
- 常盤御前：藤村志保

義経・今若丸・乙若丸の生母。源義朝の側室。義朝の死後その仇敵である清盛の側室にさせられ、一女（﨟の方）を産む。清盛からは寵愛されたが、生母時子を慮った知盛からは憎まれた。
その後一条家に嫁ぐも、義経のことを忘れてはいなかった。弁慶や吉次の計らいで涙の母子再会を果たす。
- 今若丸：小笠原洋介

乙若丸・義経の同母兄。後の阿野全成。
- 乙若丸：吉山祐

今若丸の同母弟で義経の同母兄。後の義円。
- 一条長成：鈴木昭生

公家。常盤御前の再婚相手。官位は大蔵卿で通称は「一条大蔵卿（いちじょうおおくらきょう）」。藤原秀衡と繋がりを持ち、秀衡の腹心である吉次を自邸に出入りさせている。
- 一条良成：山本昇平

長成・常盤夫妻の息子で、義経の異父弟。
- 磯禅師：岩本多代

静御前の母。
- 播磨の太平：高品格

播磨の傀儡子衆の棟梁。徳、ほくろの育ての親。弁慶や義経らに協力する。かつて熊野に住んでいたことがあり、弁慶とはその頃からの顔見知りである。彼のことを「鬼若」と幼名で呼ぶ。弁慶からは「爺（じい）」と呼ばれる。一見鈍重そうな老人だがその動きは機敏で神出鬼没である。畿内一円の様々な事情に精通している。弁慶の母・桃の前に密かに懸想している。
徳を自分の後継ぎとして育て期待していたが先立たれてしまい、ほくろを代わりに後継ぎに指名する。ほくろの弁慶への思いを知りつつ、若の前を平泉に送り届けて弁慶と別れた。
- 徳：加藤茶

播磨の傀儡子衆の一員の青年。太平とともに熊野に住んでいたことがあり弁慶とはその頃から親しく、彼のことを「鬼若」と幼名で呼ぶ。身軽で俊足であるため、主に密偵として弁慶らを支える。仲間を裏切った頑入とは不倶戴天の宿敵同士である。早くからほくろに好意を持っていたが、ほくろが弁慶に想いを寄せていることを知り弁慶にやや嫉妬していたりもする。平家の兵の襲撃を受け負傷したほくろを看病し、やがてほくろと結ばれる。太平からは後継者として期待されていた。
伊吹山にて長年の宿敵だった頑入と一騎打ちしこれを討ち取るが自身も深手を負い、弁慶とほくろに看取られつつ息絶えた。
- ほくろ：岡安由美子

播磨の傀儡子衆の一員の娘。徳とともに太平に拾われ養育された。男まさりの気性で一人称は「俺」、徳とともに密偵を務める。徳と同様に弁慶のことを「鬼若」と幼名で呼ぶ。弓矢に優れ、かつ歌や踊りが得意でもある。弁慶に好意を持っていたが、やがて徳と結ばれる。しかし弁慶への思いも捨てきれずにいる。
徳の死を看取り、若の前を平泉に送り届けて弁慶と別れる。太平から徳に代わって傀儡子衆の次期棟梁となるように申し渡される。
- 千載：新井春美（現・新井晴み）

書写山の近くの室の津の湊の歓楽街の遊女。実は播磨の傀儡子衆の一員であり、頑入の姉。寺を抜け出してきた弁慶の相手をする。弁慶にとっての初恋の人。
弟の頑入が仲間を裏切ったため連帯責任で室の津を追われ、京へ辿りつき弁慶らに助けてもらう。頑入と行動を共にするが、弁慶のことが忘れられずにいる。
- 澄（片岡経春の室）：伊東景衣子

若の前の侍女。経春・為春兄弟から愛されるが、経春と結婚する。経春から北へ連れて行かぬと言われるが、弁慶に懸命に訴えて同行を許される。泰衡の兵の襲撃により、夫経春とともに戦死する。
- 佐藤忠信の妻：唐木ちえみ

奥州で舅と息子の面倒を見つつ、夫の帰還を待ち留守を守り続けていた。家を訪ねてきた弁慶によって夫の死を知らされるが、取り乱す事なく気丈に振る舞った。
- 太郎丸（佐藤忠信の息子）：武藤積弘

小姓として仕えていたが、弁慶に生家に戻るように命じられる。その際弁慶から玉虫に宛てた手紙を託される。
- うら（喜三太の母）：磯村ちか子
- 東光坊阿闍梨：信欣三

鞍馬寺を差配する高僧。牛若丸（義経）の身柄を預かり育ててきた。成長した遮那王（義経）に暗に平泉へ赴くように促す。
- 金売り吉次：寺尾聰

金商人。奥州で産出される砂金を売るために平泉と都を往復している。その実態は藤原秀衡の腹心であり、秀衡の密命を受けて様々な活動を行っている。義経主従の奥州下向を手助けし、その後も物心両面で義経主従をサポートしていく。

### 源氏（頼朝）
- 源頼朝：菅原文太

源義朝の嫡男、義経の異母兄で、河内源氏の棟梁。右兵衛権佐の官位を持っていたため通称は「佐殿（すけどの）」。平治の乱で平家軍に敗れて伊豆へ流罪となり長く流人として過ごしていたが、以仁王の令旨を受けて挙兵、鎌倉に本拠地を構え、初代鎌倉殿となる。のらりくらりとした言動で容易に本心を見せないが、その本質は猜疑心が強く冷徹非情な策略家。政略に長け、慎重かつ着実に策を練り実行していく。
黄瀬川の陣において義経と対面、平家打倒の尖兵として重用するが信用はしておらず、自分を脅かす存在になったと見るや容赦なく追討の対象とする。義経を匿う奥州藤原氏の打倒も目論み、秀衡が亡くなると後継者の泰衡を圧迫し追い詰めていく。
弁慶とは面識はないもののその実力を知っており警戒していたが、「一度会うてみたかった」とも語るなどその死を惜しむかのような発言もしている。
- 北条時政：内藤武敏

政子の父で頼朝の岳父。頼朝政権の重鎮。頼朝のことは「婿殿」と呼び、頼朝からは「舅殿（しゅうとどの）」と呼ばれる。後の鎌倉幕府初代執権。
頼朝側近の筆頭格として支える。義経に対し警戒感を持つ。土佐坊の襲撃失敗を受けて義経追討軍の総大将に任じられる。
- 北条政子：神崎愛

頼朝の正室で時政の娘。頼朝の真意をしばしば測りかねて困惑している。静御前の立場には同情し、宥免を頼朝に願い出た。
- 大姫：土井千恵子〈土は正確には「土｀」〉

頼朝・政子夫妻の長女。
- 梶原景時：石田弦太郎（後の石田太郎）

頼朝の側近。義経と対立する。新兵衛を使役して義経主従の探索を指揮する。
義経を粛清するように頼朝に強く進言するが、「さらば梶原が九郎を討て」と頼朝に返され尻ごみするなど器量の小さい人物として描かれる。
- 那須与一：竹田寿郎

源氏方の武者、弓の名手。屋島の戦いで活躍する。
- 土肥実平：金内吉男

頼朝の側近。義経の後ろ盾である藤原秀衡の存在を危険視する。義経に対しては比較的に融和姿勢である。
玉虫に接近し、捕らえられた静の話し相手を務めるよう依頼する。
- 後藤新兵衛：平泉成

景時の家人。義経主従の探索の任にあたる。弁慶の術策に翻弄され、弁慶を恨みその打倒を目指し続ける執念深い性格。衣川まで乗り込み、義経主従と戦う。
- 八田四郎：番哲也

常陸国の豪族、御家人。
- 船所五郎政利：坂本長利

周防の豪族。義経軍に船を提供、さらには壇ノ浦の潮流の動きについて説明する。
- 矢萩十郎：北村晃一
- 土佐坊昌俊：渡辺哲

頼朝が義経を討つために都に送りこんだ刺客。都にある義経の居館に夜討ちを仕掛けるが、弁慶らによって阻止される。
- 富樫家経：児玉清

加賀国守護で安宅の関の関守。山伏を装う弁慶を見破りつつも勧進帳を朗々と読み上げる弁慶の度胸と誠忠ぶりに打たれ、あえて見逃す。
- 関口五郎義忠：入川保則

如意の渡しの役人。山伏を装う義経主従を疑うが、弁慶が義経を打ちすえるという機転と気迫に押され、一行を通してしまう。

### 源氏（義仲）
- 木曽義仲：佐藤浩市

木曽を拠点とする源氏一門の武将で、頼朝・義経の従兄弟。通称は次郎（じろう）。豪放磊落な猛将で、行家が齎した以仁王の令旨に応じ挙兵。倶梨伽羅峠の戦いで平家軍を打ち破り、いち早く上洛を果たす。その日の出の勢いにより「朝日将軍（あさひしょうぐん）」とあだ名されるが、八条女院との会談で粗暴な態度を取り女院を呆れさせるなど政治感覚に乏しく、また木曽兵の乱暴狼藉を抑えきれず信望を失っていく。
弁慶とは早くから面識があり、窮地を案じた弁慶から行動を改め、生き抜くように諌められるが「俺は所詮山猿ぜ」と自嘲しつつそれでもおのれを貫こうとする。法住寺殿を攻撃して後白河法皇を幽閉するなど過激な行動に出るも、事態をさらに悪化させてしまう。
その存在を頼朝に疎まれ、頼朝の命を受けた義経・範頼軍に追討されあえない最期を遂げた。
- 巴御前：大地真央

義仲の側室、兼光・兼平の妹で「義仲四天王」の一人。美貌ながら男まさりの勇敢な女武者で、普段も男装している。義仲のことは「次郎殿」と呼ぶ。義仲のために命懸けで尽くしてきたが、義経に敗れて敗走する義仲に「女は連れていけぬ」と言われ、感情を爆発させてしまう。
落ち伸びる途中で弁慶と出会う。義仲討ち死の報を知り悲嘆のあまり後を追って自害しようとするも弁慶に制止され、弁慶の手引きによって木曽へ向けて落ち伸びていった。
- 根井行親：村瀬正彦

義仲の側近で老臣。「義仲四天王」の筆頭。
- 今井兼平：下塚誠

義仲の側近。兼光の弟、巴の兄。「義仲四天王」の一人。
- 樋口兼光：金子研三

義仲の側近。兼光・巴の兄。「義仲四天王」の一人。
- 小室太郎：高野史郎
- 木曽義高：竹中健一

義仲の嫡男。人質として鎌倉に送られ、頼朝の娘である大姫の許婚となる。

### 源氏（その他）
- 新宮義盛→新宮行家：新克利

源為義の十男、源義朝の異母弟、頼朝・義経・義仲の叔父。「新宮十郎（しんぐうじゅうろう）」と称する。山伏に扮して諸国を放浪しながら源氏再興を目論む。以仁王の令旨を奉じて全国の源氏一門に平家打倒のための挙兵を呼び掛ける。口八丁手八丁の策士で信用のならない怪人物。
頼朝が自分を軽視していることに不満を抱き、義経をけしかけて頼朝と対決させるが、形勢が不利と見るや義経を見捨てて逃げだしてしまう。
- 源頼政：久米明

源氏一門の長老。平治の乱では清盛側に立ち、以来平家とは共栄共存の関係だったが平家一門の専横には苦々しい思いを抱いていた。以仁王の令旨を受けて挙兵を決意するが、平家に探知されて襲撃を受け、弁慶に後事を託し絶命する。
- 源仲綱：信実一徳

頼政の嫡男。宗盛から辱めを受け、頼政とともに挙兵を決意するも平家に探知されて襲撃を受け、父とともに討たれる。

### 平家
- 平清盛：芦田伸介

平家一門の総帥。頼朝・義経らの仇敵。高倉天皇の岳父として絶大な権勢を振るう。出家して法名は「浄海（じょうかい）」、通称は「入道相国（にゅうどうしょうこく）」。捕縛された弁慶と対面するが、面と向かって自分を批判する弁慶の面魂に危険なものを感じ、処刑を命じるが逃げられてしまう。
傲慢で尊大だが天下人としての器量も備え、息子や孫たちの事を思いやる家庭人としての一面も描かれた。
当初は義経の存在を歯牙にも掛けてなかったが、奥州藤原氏の庇護を受けたと知り態度を一変させる。嫡男重盛に先立たれ平家の天下の行く末に不安を覚え、福原遷都や安徳帝即位を強行するなど暴走し始める。
頼政・頼朝・義仲らが次々と挙兵していき、源氏への処遇が寛大すぎたことを後悔するも時すでに遅く、憂悶のうちに病に倒れ「頼朝の首を我が墓前に供えよ」と遺言して息を引き取る。
- 北の方時子→二位の尼：東恵美子

清盛の正室、宗盛・知盛・建礼門院の生母。温厚な良妻賢母として描かれる。
壇ノ浦の戦いにおいて安徳帝とともに入水する。
- 平知盛：隆大介

清盛の四男。知勇兼備の名将で、早くから義経や弁慶の存在と実力を知り警戒していた。風流には縁遠い武骨者でもあり、母の時子からは若いころの清盛に似ていると評される。右京大夫を巡って資盛と三角関係になりかけたが、結局は資盛に譲った。
清盛死後の一連の合戦では優柔不断な兄の宗盛に成り代わって采配の主導権を握る。弁慶とは一度一騎打ちをしたことがあり、それ以来互いに実力と人柄を認め合う好敵手の間柄である。
壇ノ浦においても勇敢に戦いぬくがついに力尽き、「この世で見るべきものはすべて見たり」と言い残し、弁慶の制止を振り切って錨を抱えて入水した。
- 平資盛：堤大二郎

平家一門の公達で清盛の孫。叔父知盛を尊敬しており、知盛の平家の将来への懸念を共有している。右京大夫に以前から懸想しており、熱烈な求愛の末にやがて恋人同士となる。生真面目で誠実な青年として描かれる。
壇ノ浦の戦いの直前、死を覚悟して右京大夫に別れを告げ、奮戦するが力尽き入水する。
- 平維盛：吉田次昭

平家一門の公達で清盛の孫、資盛の兄。凡庸かつ軟弱な青年で、高慢であり女遊びにうつつを抜かしている。玉虫にちょっかいを出して知盛に叱責される。
頼朝が挙兵すると源氏追討の大将軍に選ばれるが富士川の戦いで大失態を犯し面目を失う。
自身と平家の行く末を悲観し入水自殺を遂げる。その死は資盛を嘆かせ、知盛を憤慨させたのみならず平家滅亡の予感を人々に抱かせるものであった。
- 平宗盛：長塚京三

清盛の次男で、父の死後平家一門の総帥となるがその器量は父に大きく劣る。優柔不断な性格で主導権を発揮できずにいる。決断もいちいち消極的であり、平家の衰退に拍車をかけてゆく。壇ノ浦においてもおろおろするだけで役に立たないまま生き残ってしまう。
- 平教経：高杉亘

平家一門の公達。勇猛な豪傑で、平家随一の戦闘力の持ち主。
- 藹の方：広瀬珠美

清盛の娘、生母は常盤。宗盛・知盛の異母妹、義経の異父妹。清盛に可愛がられている。
- 大納言典侍：溝口順子
- 帥典侍：平田京子
- 斎藤実盛：村上冬樹

### 奥州藤原氏
- 藤原秀衡：萬屋錦之介

「北方の王者」の異名を取る大豪族奥州藤原氏の3代目当主。官位は鎮守府将軍。「御館様（おやかたさま）」と尊称される。奥州平泉を拠点として圧倒的な経済力と武力を背景に、源氏と平家のどちらにも与せず虎視眈眈と天下の情勢を睥睨している。義経の武将としての才覚を高く評価し、その後ろ盾となる。義経に武将としての嗜みを教える、師父ともいえる存在。
平家を滅ぼした頼朝の勢力が増大していくのに危機感を覚え、頼朝に追われた義経を庇護するがほどなく病に倒れ、息子たちに義経を大将として擁立し頼朝に立ち向かうように遺言し逝去する。
- 藤原泰衡：津嘉山正種

秀衡の嫡男、奥州藤原氏4代目当主。義経の存在を迷惑に思っている。父の死後当主の座を継承するが、その器量は父に遠く及ばない。頼朝からの圧力に屈し、父の遺言に背いて義経を討伐しようとする。
- 藤原国衡：剣持伴紀

秀衡の庶長子、泰衡・忠衡の異母兄。
- 藤原忠衡：坂東正之助（現・河原崎権十郎）

泰衡の弟。父秀衡の遺言を守ろうとするが、泰衡に殺される。
- 佐藤忠信の父：新井量大
- 妙：高師美雪

義経が平泉で寄寓していた時に仕えていた侍女で、義経を慕っていた。挙兵の際に義経から形見として着物を受け取る。

### 朝廷
- 後白河法皇

朝廷の最高指導者「治天の君」。通称は「一院（いちいん）」、「日本第一の大天狗」と仇名される怪人物。
劇中での活躍はないが、弁慶や頼朝、義経らによってその存在が言及される。変幻自在の謀略で弁慶ら登場人物たちを翻弄しその運命を激変させていく存在である。
月ノ輪の山荘で義経と密会するシーンで、後ろ姿だけ登場する。
- 安徳帝：服部賢悟

第81代天皇、父は高倉天皇、母は建礼門院。清盛の外孫にあたる。幼帝であるため実権は清盛に握られている。
- 建礼門院：菊池かおり

清盛の娘、実名は徳子（とくこ）。安徳帝の生母。
- 右京太夫（建礼門院の付き女官）：真野あずさ

美貌と才知を兼ね備え、当代一流の女流歌人でもある女官。平資盛の恋人であり、多くの恋愛の歌を詠んでいる。玉虫の主人でもあり、玉虫からは「お方様（おかたさま）」と呼ばれる。
当初は知盛に想いを寄せていたが、資盛の誠実な人柄を受け入れ恋仲となった。玉虫のことを可愛がっていたが彼女に恋人（弁慶）がいることを知ると、暇を出し自由の身にしてやった。しかし熊野詣でのついでに玉虫と再会、自分の下に戻ってもらいたいそぶりを見せる。その後体調を崩し、心配して駆け付けた玉虫・小玉虫を側に置く。平家の都落ちに同行し、知盛・資盛の最期を見届ける。
- 阿波内侍：本庄利子
- 八条女院：光本幸子

女性皇族、後白河法皇の妹宮。広大な荘園を所有する資産家でもあり、朝廷に隠然たる影響力を持ち、清盛も一目置く実力者。以仁王の養母でもある。聡明で好奇心旺盛だが、一方で冷徹な宮廷政治家としての顔も持つ。
弁慶と義経を引見、弁慶の怪力に興味を持ち披露するように命じる。牛車を持ちあげてみせた弁慶を気に入り、以降義経と弁慶に肩入れするようになる。以仁王の令旨にも一定の役割を果たす。義仲軍が都を占領し木曽兵による乱暴狼藉がやまないため、これを憂慮した弁慶の仲立ちで義仲と会談するがその粗暴な言動に呆れ、義仲を見限り義経に期待する旨を弁慶に申し渡す。
- 平知康：宗近晴見

院近臣。通称は「鼓判官（つづみのほうがん）」。後白河法皇が義仲に失望していることを行家に密かに伝え、義仲を見限るように唆す。
- 大膳太夫成忠：山崎満

院近臣。後白河法皇の側近でその策謀の先兵として働く。高慢で嫌味な公家として描かれる。
- 中務大輔知親：田口計

### その他
- 庵主：益田愛子

体調を崩した右京大夫が療養していた庵を預かる尼僧。庵を訪れた弁慶に右京大夫と玉虫らの行き先を教える。
- 信濃坊海円：樋浦勉

書写山の荒法師。粗暴かつ卑劣な性格で弁慶を目の仇とし、僧兵仲間を率いて弁慶を襲い、彼を陥れるために書写山の堂宇に放火しその罪を擦り付けようと企んだ。その卑劣さに激怒した弁慶に崖からジャイアントスイングで投げ落とされた。
しかし辛くも生き延びるが書写山を追放され、熊野に流れ着き荒くれ者達の仲間となる。偶然熊野に戻ってきた弁慶への復讐を誓い小玉虫を誘拐するが、激怒した弁慶に捕らえられ再び投げ飛ばされる。
- 城南房：サンダー杉山

田辺の別当湛増の配下の荒くれ者集団「田辺二十人衆」の頭領格。平家のお尋ね者である弁慶が熊野に戻ってきたと知り、捕えて賞金を得ようと目論み小玉虫を誘拐して人質に取り弁慶を誘き寄せようと企むが、激怒した弁慶に蹴散らされる。
- 覚証：福原秀雄

書写山の僧。
- 頑入：磯村憲二

平家の密偵、千載の弟。元は播磨の傀儡子衆の一員で徳やほくろらの仲間であったが、仲間を裏切ったため以来徳とは不倶戴天の宿敵同士である。粗暴で好戦的な性格。傀儡子衆のままでいることに飽き足らず、立身出世の野望を燃やしている。知盛に仕えて弁慶を追い、また諜者として働く。弁慶のことを個人的に恨んでもいる。
義仲軍が都を占領すると木曽兵の乱暴狼藉を煽りたて、義仲の評判を落とす役割を果たす。
平家滅亡後は後藤新兵衛配下の密偵となり、義経・弁慶らを追い続ける。伊吹山にて長年の宿敵であった徳と戦い、討ち取られる。
- 鈴の前：篠倉伸子

右京大夫に仕える侍女、玉虫の同僚。
- 淀の三郎：井村昂
- 風間権四郎：神谷和夫
- 川瀬光頼：坂元貞美
- 忍の藤九郎：大川ひろし
- 俊章：辻萬長

延暦寺の僧。弁慶のかつての朋輩で親友。比叡山に潜伏する義経主従を手助けする。
- 仲教：田辺宏章
- 承恵：清水宏
- 祇福：花柳栄麻呂
- 松王：花柳楽理生
- 小太郎：磯崎洋介
- 雑仕女：朝倉佐知、清水馨
- 青年僧：石井哉、高沢秀夫
- 豪族：きくち英一
- 家人：土師孝也
- 武将：加地健太郎
- 郎党：木場剛（現・バッキー木場）
- 木曽兵：加賀谷純一、真木仁、中村正人
- 軍兵：田村元治、相原巨典、勝田武

## スタッフ
- 原作：富田常雄『武蔵坊弁慶』
- 脚本：杉山義法、下川博、松島としあき
- 音楽：毛利蔵人
- テーマ音楽：芥川也寸志
- 語り：山川静夫アナウンサー
- タイトル文字：山田恵諦
- 演奏：東京管弦合奏団
- 監修：鈴木敬三
- 制作：村上慧
- 演出：重光亨彦／外園悠治、松岡孝治、若園昌巳、清水一彦、黛りんたろう
- 考証：白井孝昌
- 風俗考証：磯目篤郎
- 殺陣：林邦史朗

## 放送

### 放送日程
| 放送回 | 放送日         | 題           | 視聴率 |
| ------ | -------------- | ------------ | ------ |
| 第1回  | 1986年4月9日   | 恋の荒法師   | 18.8%  |
| 第2回  | 1986年4月16日  | 驕る平家     | 14.7%  |
| 第3回  | 1986年4月23日  | 春宵五条大橋 | 14.7%  |
| 第4回  | 1986年4月30日  | 鞍馬の稚児   | 18.5%  |
| 第5回  | 1986年5月7日   | 常磐と静     | 18.0%  |
| 第6回  | 1986年5月14日  | 愛憎乱舞     | 16.2%  |
| 第7回  | 1986年5月21日  | 奥州下り     | 17.5%  |
| 第8回  | 1986年5月28日  | 北方の王者   | 17.6%  |
| 第9回  | 1986年6月4日   | 鬼若子守歌   | 17.8%  |
| 第10回 | 1986年6月11日  | 泣きぼくろ   | 12.8%  |
| 第11回 | 1986年7月9日   | 源氏揃え     | 15.9%  |
| 第12回 | 1986年7月16日  | 黄瀬川の対面 | 15.4%  |
| 第13回 | 1986年7月23日  | 異母兄弟     | 14.6%  |
| 第14回 | 1986年7月30日  | 峠の軍使     | 12.2%  |
| 第15回 | 1986年8月6日   | 木曽颪       | 12.9%  |
| 第16回 | 1986年8月13日  | 旭日落日     | 12.4%  |
| 第17回 | 1986年8月20日  | 一の谷鵯越え | 14.9%  |
| 第18回 | 1986年8月27日  | 屋島の灯     | 13.2%  |
| 第19回 | 1986年9月3日   | 壇の浦       | 14.2%  |
| 第20回 | 1986年9月10日  | さらば討て   | 15.4%  |
| 第21回 | 1986年9月17日  | 腰越状       | 11.2%  |
| 第22回 | 1986年9月24日  | 行方も知らず | 11.6%  |
| 第23回 | 1986年10月1日  | 堀河夜討     | 10.8%  |
| 第24回 | 1986年10月8日  | 吉野の灯     | 14.7%  |
| 第25回 | 1986年10月15日 | 地に潜む     | 14.5%  |
| 第26回 | 1986年10月22日 | 跡ぞ恋しき   | 17.2%  |
| 第27回 | 1986年10月29日 | 叡山脱出     | 18.1%  |
| 第28回 | 1986年11月5日  | 荒ぶる海へ   | 17.1%  |
| 第29回 | 1986年11月12日 | 安宅の関     | 16.9%  |
| 第30回 | 1986年11月19日 | 平泉の春     | 15.9%  |
| 第31回 | 1986年11月26日 | 衣川前夜     | 17.8%  |
| 第32回 | 1986年12月3日  | 衣川立往生   | 18.9%  |

### 総集編
- 前編：壇の浦（1987年4月11日19:20-20:45）
- 後編：衣川・立往生（1987年4月11日21:00-22:30）

## ソフト化（VHS・DVD）

### VHS
- 武蔵坊弁慶 総集編 全2巻（2005年1月21日発売）

### DVD
- 武蔵坊弁慶 総集編（2005年1月21日発売）
- 武蔵坊弁慶 完全版 第壱集（2016年12月22日発売）

本編第1回から第16回までを収録。
- 武蔵坊弁慶 完全版 第弐集（2016年12月22日発売）

本編第17回から最終第32回までを収録。